# Vườn quốc gia Galápagos
Vườn quốc gia Galápagos là vườn quốc gia đầu tiên của Ecuador. Nó được thành lập vào năm 1959 và bắt đầu hoạt động vào năm 1968  và là một Di sản thế giới của UNESCO.

## Lịch sử
Chính phủ Ecuador đã đưa 97% diện tích đất của quần đảo Galápagos để hình thành vườn quốc gia đầu tiên của nước này. 3% còn lại là vùng dân cư của Santa Cruz, San Cristóbal, Floreana và Isabela.
Trong năm 1971, ban quản lý đầu tiên của vườn quốc gia được hình thành và đóng tại đảo Santa Cruz. Năm 1974, vườn quốc gia Galápagos lên kế hoạch quản lý với bộ máy bao gồm một Giám đốc, 2 cán bộ bảo tồn, 40 kiểm lâm viên để thực hiện mục tiêu quản lý. Tại đảo Santa Cruz là Trạm nghiên cứu Charles Darwin.
Năm 1979, UNESCO đã công nhận quần đảo Galápagos là Di sản thiên nhiên của nhân loại, các dịch vụ tại vườn quốc gia phải được thông qua bởi Giám đốc và công việc bảo vệ cũng phải diễn ra thường xuyên hơn tại các đảo.
Năm 1986. Khu bảo tồn Biển Galápagos được thành lập cùng với việc vườn quốc gia Galápagos đã được đưa vào danh sách các khu bảo tồn sinh quyển vì giá trị khoa học và giáo dục độc đáo của nó cần được bảo tồn vĩnh viễn cho các thế hệ sau.
Năm 2007, UNESCO đưa vườn quốc gia Galápagos vào danh sách Di sản thế giới trong tình trạng bị đe dọa, bởi các mối nguy hiểm do tốc độ phát triển chóng mặt của con người trong mọi lĩnh vực bao gồm nhập cảnh, du lịch và thương mại, cùng khả năng về loài xâm lấn đến các đảo gây ảnh hưởng đến hệ động thực vật tại vườn quốc gia. Điều này thể hiện sự nguy hiểm trầm trọng đến hệ sinh thái mong manh đã tiến hóa qua hàng triệu năm trong sự cô lập của tự nhiên.

## Tự nhiên
Vườn quốc gia là nơi có các loài chỉ có tại Galápagos bao gồm Rùa Galápagos, Cự đà biển Galápagos, cua Galapagos và nhiều loài chim được nhìn thấy rải rác dọc theo các bãi đá nham thạch lởm chởm trong vịnh Tortuga. Khu vực biển cũng là nơi có nhiều loài cá mập bao gồm cả cá mập đầu búa và cá mập mắt trắng kiếm ăn cùng nhiều loài cá nhỏ khác.

## Hình ảnh

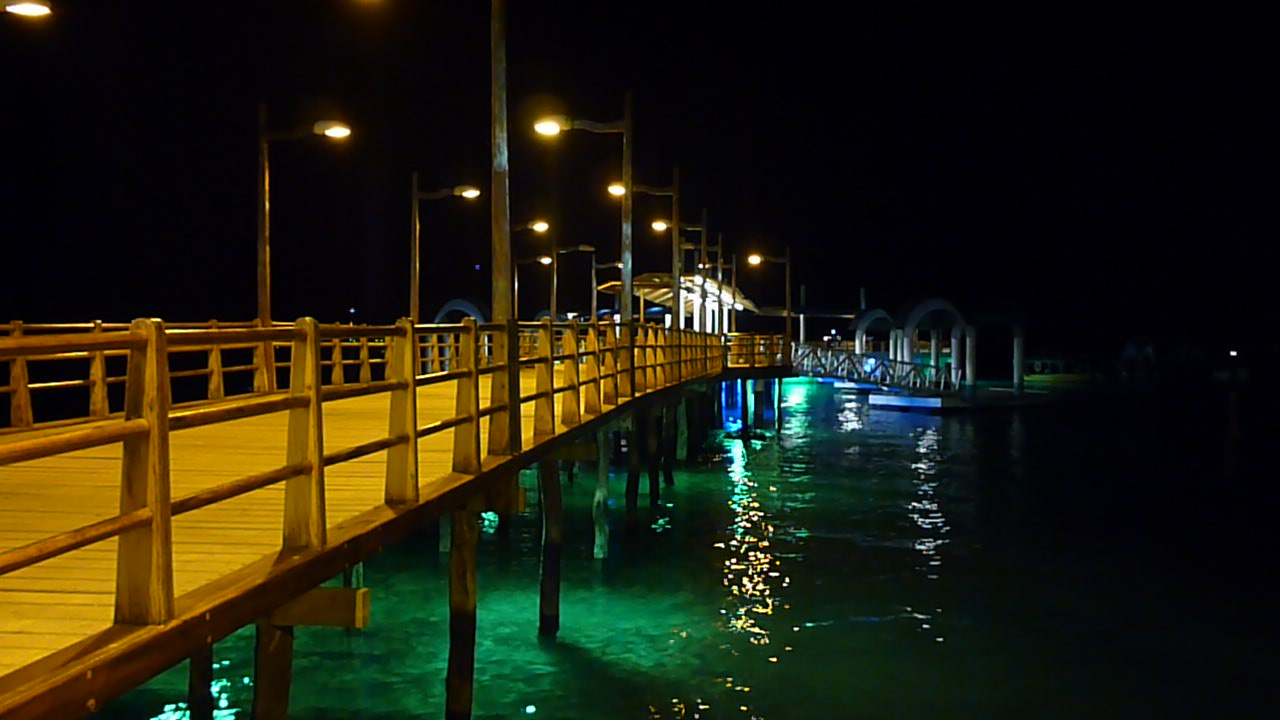
Cầu cảng Puerto Ayora vào ban đêm trên đảo Santa Cruz.
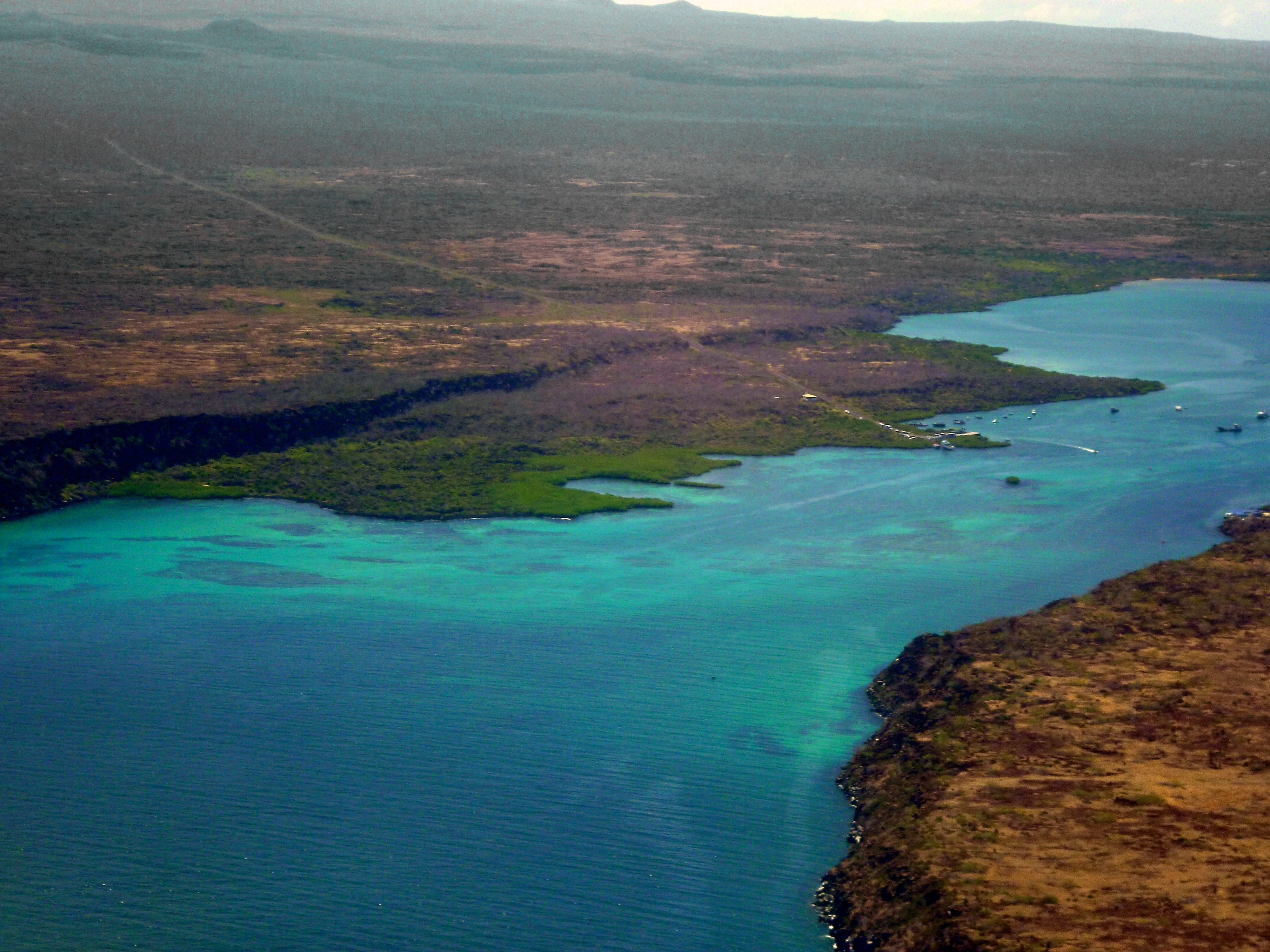
Đảo Santa Cruz bên trái và Baltra bên phải, ngăn cách bởi kênh Itabaca.
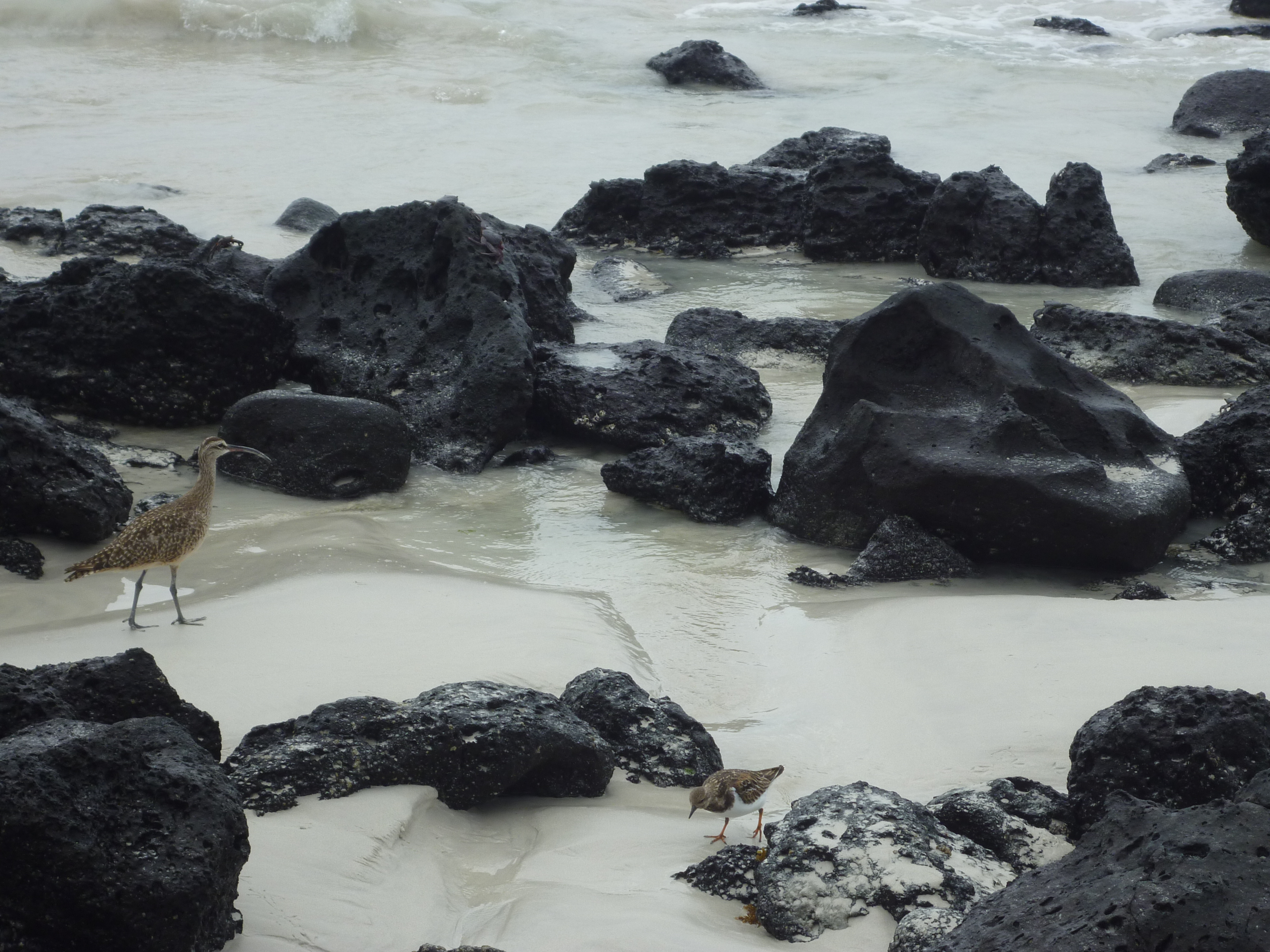
Vịnh Tortuga
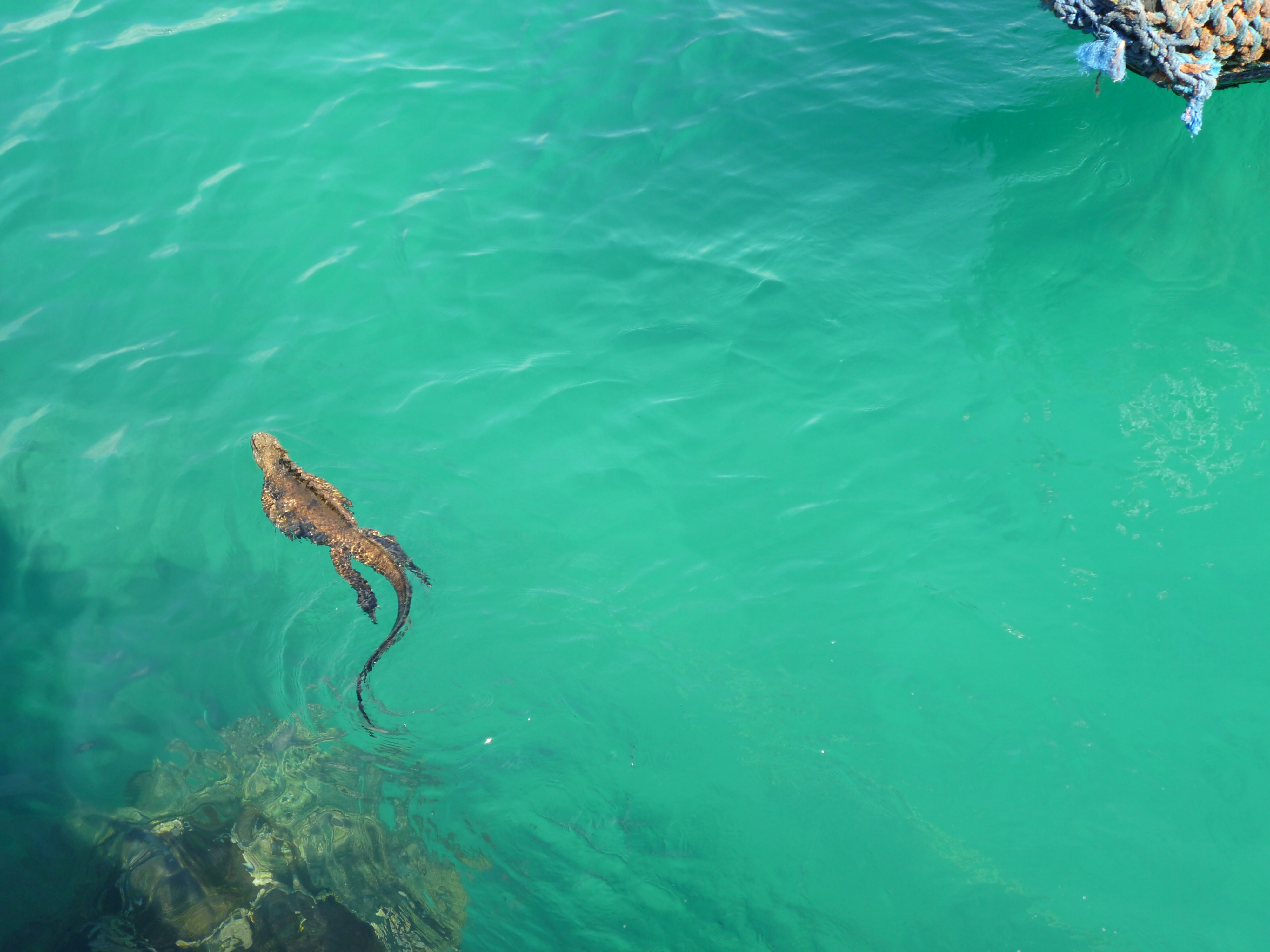
Cự đà biển bơi tại khu vực gần Puerto Ayora.